# Inondation de 1219 de Grenoble
L'inondation de Grenoble en 1219 est une catastrophe naturelle qui s'est déroulée dans la plaine de Grenoble durant la nuit du 14 au 15 septembre 1219. Elle a pour origine la rupture d'un barrage naturel formé 28 ans auparavant à environ 30 kilomètres au sud-est de Grenoble, dans la vallée de la Romanche.
Cette catastrophe à l'origine du symbole du serpent et du dragon a ravagé toute la ville pourtant fortifiée, faisant de nombreux morts, et déclenchera une lutte pour maîtriser les deux rivières traversant Grenoble, l'Isère et le Drac, qui ne s'achèvera qu'au début du XIXe siècle. En 1914, le géographe Raoul Blanchard qualifia la catastrophe de « plus furieuse inondation qui ait assailli la ville » et expliqua la formation d'un barrage naturel dans une vallée alpine et sa fragilité.

## Contexte
Grenoble est au XIIIe siècle une ville protégée par une épaisse enceinte dont la plus grande partie remonte à la fin du IIIe siècle. Un premier agrandissement vient de s'achever l'année précédant la catastrophe dans la direction de ce que l'on appellera deux siècles plus tard, la tour de l'Isle, portant la superficie de la ville à 13 hectares. Il permet l'extension de la ville avec sa population qui augmente et l'installation du couvent de l'ordre des frères mineurs appelés Franciscains ou Cordeliers.
La principale entrée de la ville se fait par la descente du Rabot sur la rive gauche de l'Isère et débouche directement sur le pont de bois et sa porte d'accès. Deux autres portes existent dans la muraille, la porte Très-Cloître à l'est qui vient de remplacer la porte romaine englobée dans la nouvelle ville et la porte Traine à l'ouest, d'origine romaine. Les lieux de sépulture de la ville sont situés aux abords de la cathédrale et sur la rive droite de l'Isère, dans le prieuré Saint-Laurent.
La région voit l'adoption du francoprovençal comme langue vernaculaire entraînant l'apparition d'un nouveau vocable, Graynovol (ou Greynovol), évolution de Gratianopolis. La ville qui connaît une certaine prospérité en accueillant des foires fréquentées par des marchands venant de loin, est bordée par deux rivières, l'Isère et le Drac. Cette dernière possède un affluent, la Romanche qui traverse des vallées alpines très étroites.
Deux hommes se partagent le pouvoir dans la province du Dauphiné de Viennois en ce début de siècle, l'évêque Jean de Sassenage nommé par le pape Alexandre III en 1163 et le dauphin Guigues VI qui vient de se remarier à Béatrice de Montferrat après l'annulation de son premier mariage avec Béatrice de Claustral.

## Existence d'un lac près du Bourg-d'Oisans

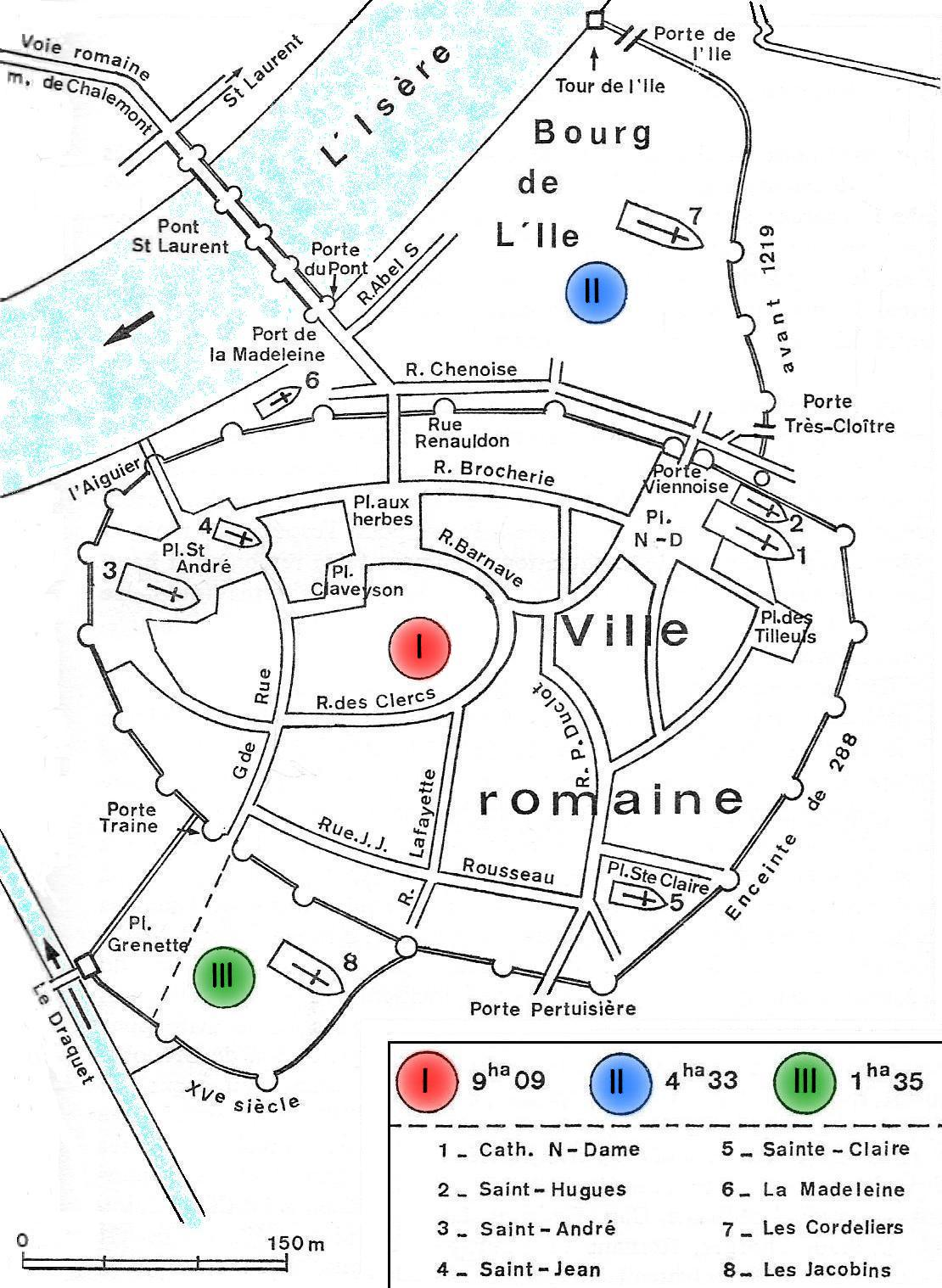
Grenoble à la fin du XIIIe siècle.

Divers actes écrits, en particulier dans les chartes de l'Abbaye d'Oulx, attestent l'existence d'un lac ou de lacs, dus aux nombreuses divagations de la Romanche dans la plaine du Bourg-d'Oisans. Cependant, la tradition veut que le lac se soit formé en 1191. Créé par les éboulements successifs de terre et de blocs de rochers provenant de la montagne de la Vaudaine et de l'Infernet en amont de Livet-et-Gavet, et obstruant ainsi le cours de la Romanche, le barrage refoule les torrents de l'Aveynat et de l'Infernet créant une inondation en amont et par conséquent un lac.
Une supplique des habitants du Bourg-d'Oisans adressée au dauphin, atteste que la plaine a été noyée en 1191, à la suite de la création du barrage de la Romanche en amont de Livet, et que ce lac se rompit quelques années plus tard: « Le cours et passage de ladite Romanche se trouve absourbé et restanne tout le dit bourg... l'an mil C.III**, XI... Et puys l'an... l'impétuosité des dites eaues rompit ladite closure dont s'ensuyvit tant de maulx que plus ne pouvoit... » Bien que contestée, car postérieure à la catastrophe, cette pièce demeure un témoignage précieux.
Cependant, une étude réalisée en 1997, basée sur une relecture des documents d'archive, une étude géologique et des analyses palynologiques, concernant le ou les lacs de la plaine d'Oisans, fait apparaître que le lac Saint-Laurent, dont la débâcle a causé cette inondation de Grenoble, existait depuis longtemps et qu'il avait été précédé par d'autres lacs. Ce lac, qui se comblait peu à peu, connaissait des changements de niveau et d'étendue que le géographe André Allix énuméra en 1929 dans un document[réf. nécessaire].

## Chronologie des faits

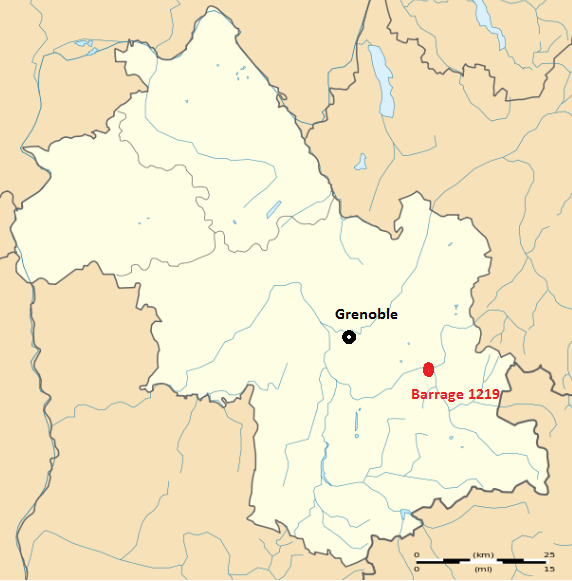
Carte localisant le barrage formé au sud-est de Grenoble.

Le 10 août 1191, fête de Saint Laurent, le lit de la Romanche est barré par un glissement de terrain qui crée un barrage naturel au niveau des gorges de l'Infernet à Livet-et-Gavet à une trentaine de kilomètres au sud de Grenoble. Un lac, appelé Saint-Laurent en référence au prieuré Saint-Laurent de Grenoble qui vient d'installer un nouvel établissement au Bourg-d'Oisans, se forme alors sur des kilomètres en amont dans la plaine du Bourg-d'Oisans jusqu’à atteindre pratiquement le village, rebaptisé « Saint-Laurent-du-Lac ». Quelques années plus tard, le 14 septembre 1219, un violent orage apporte un surplus d'eau qui provoque la rupture du barrage à 22 heures et la vidange du lac.
Une vague descend la Romanche puis le Drac et se jette dans l'Isère balayant au passage les habitations de Vizille. Grenoble est plutôt épargnée par cette première vague car les remparts de la ville sont éloignés des bras et méandres que forment à l'époque la rivière du Drac. Mais la hausse du niveau du Drac provoque un reflux de l'Isère qui coule à contresens pendant quelques heures, emporte le pont Saint-Laurent, et forme un lac dans le Grésivaudan à la hauteur de l'actuelle ville de Meylan.
Lorsque la décrue du Drac survient, c'est le lac de l'Isère qui se vide à son tour par effet de balancier. Le niveau de l'eau monte alors dans la ville et les habitants sortent dans les rues pour fuir. La nuit étant tombée, les portes de l'enceinte de la ville étant fermées, les habitants se retrouvent pris au piège sur les rives de l'Isère et sont emportés par les flots. De nombreuses personnes périssent cette nuit-là, les maisons en bordures de la rivière s'écroulent, l'unique pont de la ville est emporté, les cultures des plaines de Grenoble et du Grésivaudan sont ravagées, marquant les esprits pour des siècles.

## Récit de la catastrophe et bilan humain

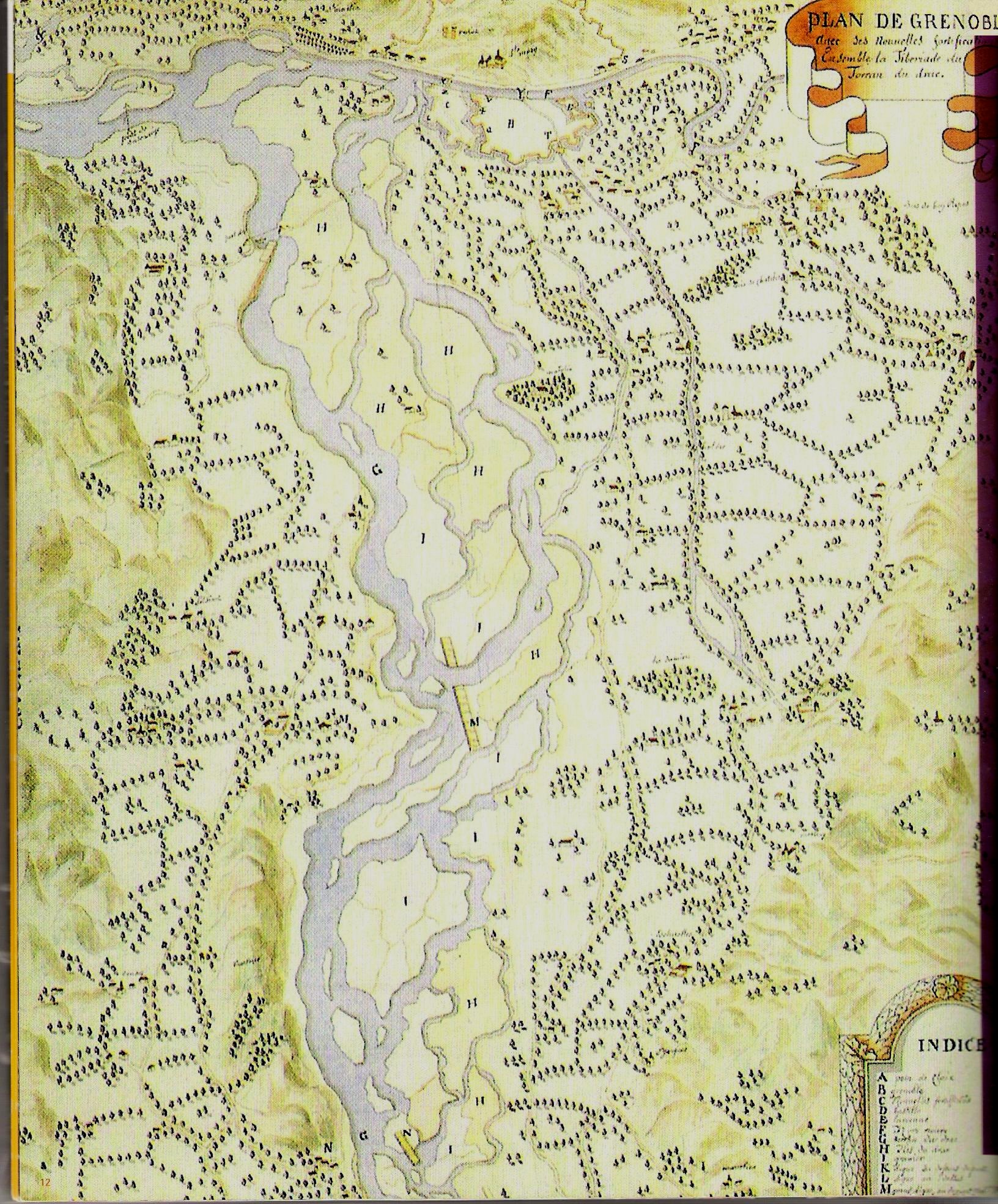
Plan de la plaine de Grenoble en 1660 avant la canalisation du Drac.

Aucun document n'atteste précisément du nombre de morts malgré le mandement rédigé avec minutie et une grande sensibilité par l'évêque Jean de Sassenage à ses fidèles. Intitulé « Diluvium et destructio civitatis Gratianopolis, ac diversio pontis supra Isarnam, anno MCCXIX, die XIV septembris », cet écrit s'adresse à ses paroissiens afin d'implorer leur pitié en faveur des misères causées par l'inondation. Jean de Sassenage évoque « le diable, notre adversaire », et pleure les nombreux morts en exhortant les survivants à relever Grenoble de ses ruines et à reconstruire le pont Saint-Hugues : « Hélas, Trois fois hélas! Quelle voix, quelle langue, quelle expression pourrait traduire la peine, la tristesse et l'angoisse de ces infortunés, les souffrances et la terreur des mourants, hommes, femmes et enfants dont les clameurs sinistres, les plaintes douloureuses et les larmes, les gémissements et les sanglots remplissent la vallée, et perçaient d'un glaive de compassion le cœur de ceux qui les entendaient. ». Il explique la catastrophe par ces mots : « Le Lac de Saint-Laurent doysans se déboucha avec tant de fureur, d'abondance et d'impétuosité au fort de la nuit que Grenoble et tous ses environs en furent fort inondez ».
Durant la nuit, un bruit sourd perce le silence. Quelques noctambules inquiets montent sur les remparts de la ville et constatent que la plaine est envahie par les eaux. L'alerte est donnée et chacun tente de trouver un refuge, nombreux sont ceux qui se précipitent vers le pont pour trouver refuge sur la colline, mais les deux lourdes portes de fer qui en barrent l'accès sont fermées comme tous les soirs. Certains se réfugient alors dans le clocher de la cathédrale Notre-Dame, d'autres montent sur les toits des maisons ou dans les différentes tours jalonnant les remparts. Le bilan catastrophique est en partie expliqué par la tenue d'une foire marchande à cette période à Grenoble. Les marchands étrangers venus du nord de la France, d'Allemagne ou d'Italie connaissent mal les heures de fermeture des portes de la ville fortifiée et les marchandises encombrent les rues. Après la première vague du Drac, les marchands tentent de récupérer leurs marchandises et se font emporter par le reflux de l'Isère, le nombre des victimes s'en trouve alourdi. De plus, la porte du pont donnant accès à la rive droite et à la montée de Chalemont a été ouverte trop tardivement pour évacuer suffisamment de monde.
Selon l'historien Jean Pilot-de-Thorey, le dauphin était ce soir là dans la tour dauphine sur le quai Perrière en rive droite, et a pu se sauver sur la colline de la Bastille. Devant l'ampleur du désastre, il ordonnera de construire un calvaire devant sa maison, objet de vénération qui existera jusqu'aux guerres de religion de la fin du XVIe siècle.
En septembre 2019, à l'occasion de la 800e foire de Beaucroissant dont l'origine provient de cette catastrophe, des médias locaux comme France 3 Alpes ou TéléGrenoble citent le nombre de 5 000 morts.

## Conséquences
Fortement éprouvé physiquement par cet événement, Jean de Sassenage, décède l'année suivante à l'âge de 89 ans, et la reconstruction du pont demande au moins dix ans, malgré un legs testamentaire de la dauphine. Sur le nouveau pont reconstruit, s'installèrent des habitations en bois qui formèrent une rue nommée le 31 décembre 1318, Carreria de Supra Ponte (rue de dessus-le-pont). Le dauphin se charge en 1228 de la construction d'un monument appelé à devenir la sainte chapelle, la sépulture des dauphins, la collégiale Saint-André. Située place Saint-André à côté de son château, elle est financée grâce à l'exploitation des mines d'argent de Brandes, près de l'Alpe-d'Huez, et restera le monument le plus haut de la ville pendant sept siècles. Guigues VI en surveille personnellement la construction. En 1237, la collégiale en cours de finition accueille la dépouille du dauphin Guigues VI.

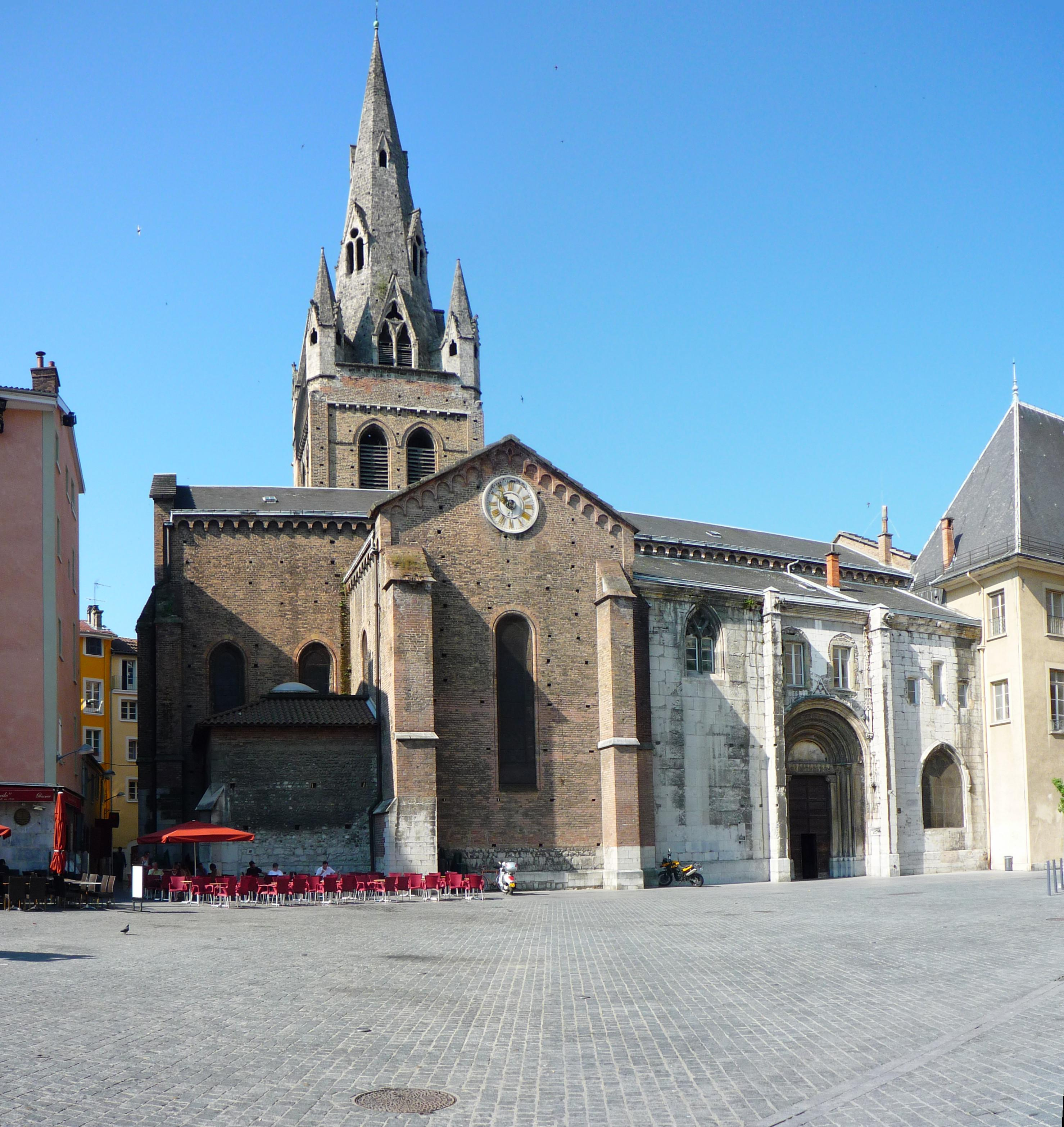
Collégiale Saint-André (1228-1240).

Un an après la catastrophe, le 14 septembre 1220, l'évêque de Grenoble, Guillaume Ier, organise un pèlerinage d'action de grâce à la chartreuse de Parménie. Cette manifestation se renouvelant chaque année est à l'origine de la célèbre foire de Beaucroissant. Après la disparition du lac, les terres asséchées, appartenant au dauphin sont cédées par le souverain en emphytéose aux habitants du Bourg-d'Oisans. Une charte de 1313 le certifie.
Grenoble va mettre des années à s'en remettre car beaucoup d'habitants ont disparu. Le Dauphin Guigues VI de Viennois (appelé aussi Guigues-André) exempte d'impôts tous ceux qui ont souffert de la crue. Après ce drame, une population de Grenoble réduite à 3 000 personnes incite l'évêque, Jean de Sassenage en place depuis 55 ans, et le dauphin Guigues VI à rédiger une charte de peuplement afin d'attirer de nouveaux habitants. En 1226, une charte de liberté sera accordée par l'évêque Soffroy et le dauphin Guigues VI pour intégrer le récent faubourg Saint-Laurent à la ville et repousser la porte du pont sur la rive droite, ouvrant ainsi la voie à d'autres chartes qui institueront la notion de consul.
Après cet événement tragique à l'origine du symbole grenoblois du serpent et du dragon instituant désormais la lutte contre les deux rivières, il faut attendre un arrêt du Parlement du Dauphiné au printemps 1493 concernant une conciliation entre les différents villages concernés par des travaux d'endiguement du Drac pour entreprendre des travaux d'importance. Enfin, c'est au cours des XVIIe et XVIIIe siècles que sont entrepris les travaux colossaux de sa canalisation, afin de le contraindre à suivre un cours artificiel rectiligne entre Échirolles et l'actuelle presqu'île scientifique de Grenoble.

## Commémorations

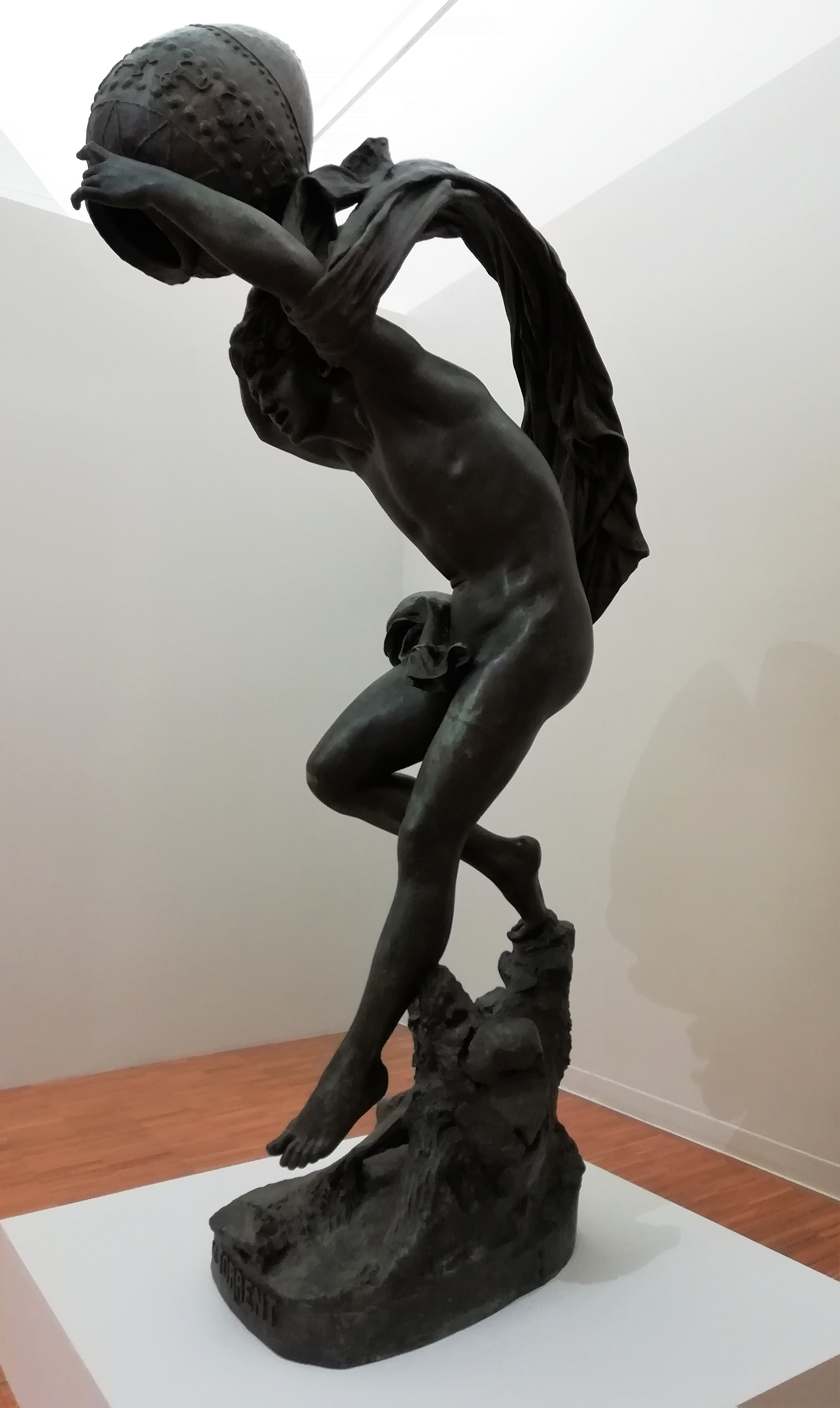
Le Torrent exposé en 2020 au musée de Grenoble.

Après les premiers récits des contemporains de la catastrophe comme les dominicains Vincent de Beauvais, Étienne de Bourbon ou le chanoine Robert d'Auxerre, plusieurs publications sur cette catastrophe sont effectuées au fil des siècles, dont la première de l'historien dauphinois Nicolas Chorier en 1661 ou le curé Richard en 1733. En 1843, après l'achèvement du quai sur l'Isère, le maire Artus de Miribel inaugure la fontaine du lion et du serpent réalisée par Victor Sappey sur la place de la Cymaise, symbole de la lutte contre les deux rivières. En 1878, le sculpteur Urbain Basset présente au Salon de Paris Le Torrent, sculpture en bronze de 2,5 m, personnifiant le torrent de la Romanche sous les traits d'un jeune homme nu brandissant une cruche censée déverser de l'eau. Exposée sur la place de la Constitution à Grenoble en 1882, elle a été depuis déplacée à plusieurs reprises et reste depuis 2009 conservée au musée de Grenoble avec différentes reproductions de taille réduite.
Vers la fin du XXe siècle, les archéologues ne retrouveront aucune trace de l'inondation sur l'ancien prieuré Saint-Laurent de l'époque en rive droite de l'Isère, supposant que la vague n'a pas touché l'édifice ou du moins qu'il n'y en a plus de trace.
Du 29 septembre au 25 novembre 1995, la bibliothèque municipale de Grenoble organisa une exposition sur la lutte de Grenoble contre ses deux rivières. À cette occasion, elle publia le catalogue de l'exposition en l'intitulant, le serpent et le dragon.
En 2019, lors du 800e anniversaire, le musée des minéraux et de la faune des Alpes du Bourg-d'Oisans organise une exposition du 18 mai au 31 octobre sur cette catastrophe.

## Estimation du volume d'eau retenu
- Si vous ne connaissez pas le sujet, laissez ce bandeau (vous pouvez alors contacter les auteurs).
- Si vous supprimez le contenu mis en cause (vous pouvez préalablement contacter les auteurs),

argumentez précisément cette suppression dans la page de discussion
(un manque de référence n'est pas un argument ; une recherche réelle de référence doit avoir été effectuée, être formellement documentée).
Hasard de la géographie, le barrage du Verney sur la commune d'Allemond est en activité depuis 1984 à environ un kilomètre du bord de la plaine du Bourg-d'Oisans envahie par les eaux dans les années précédant la catastrophe et peut fournir une estimation du volume d'eau retenu au XIIIe siècle. D'une hauteur de 44 mètres, ce barrage retient 15 millions de mètres cubes d'eau pour une surface de 75 hectares, largement inférieure à la plaine des Sables du Bourg-d'Oisans d'environ 2 000 hectares. Mais l'incertitude quant à la hauteur de la retenue d'eau à l'époque rend l'estimation difficile,, cependant, il paraît peu probable que la retenue du XIIIe siècle n'ait été que de faible hauteur (3 ou 4 mètres) car le dauphin Guigues VI aurait certainement engagé des travaux de déblaiement du barrage afin de pouvoir circuler librement dans la vallée. En 2009, une estimation du volume d'eau est mise en ligne sur un site internet du Freney-d'Oisans proposant une capacité maximale de 660 millions de mètres cubes.

## Risques actuels
De nos jours, à quelques kilomètres en aval des gorges de l'infernet, se trouvent les ruines de Séchilienne, un site instable dans la vallée de la Romanche où un événement similaire à celui ayant entraîné la catastrophe peut se reproduire. Ce site est depuis des années surveillé étroitement à l'aide de technologies les plus perfectionnées et un plan de prévention est mis en œuvre.